# Изабел, царска принцеза Бразила
Изабел, царска принцеза Бразила (Рио де Жанеиро, 29. јул 1846 – Кастело И, 14. новембар 1921) прозвана „ Искупитељица“, била најстарија ћерка бразилског цара Педра II  супруге царице Терезе Кристине са Две Сицилије и стога члан бразилског огранка куће Браганса. 
Као претпостављена наследница Бразилског царства, добила је титулу царске принцезе и била је регент Царства у три различите прилике — у једној од њих је потписала Леи Ауреа, којом је ропство у Бразилу проглашено изумрлим. Смрт њена два мушка брата учинила ју је наследником Дом Педра. Изабелина личност удаљила ју је од политике и било каквих сукоба са оцем, задовољавајући се мирним и кућним животом. Изабел се удала 1864. за француског принца Гастона од Орлеана, грофа д'Еуа, са којим је имала четворо деце.
Принцеза је три пута служила као регент царства док је њен отац путовао у иностранство. Изабел је промовисала укидање ропства током свог трећег и последњег регентства и на крају је потписала Златни закон 1888. Иако се та акција показала широко популарном, постојало је снажно противљење против његовог наследства на престолу. Чињеница да је била жена, њено снажно католичанство и брак са странцем виђени су као препрека против ње, заједно са еманципацијом робова, што је изазвало незадовољство међу богатим плантажерима.
Бразилска монархија је укинута 1889. године и она и њена породица су прогнани војним ударом. Након очеве смрти 1891. (две године након проглашења Републике ), бразилски монархисти су Исабел признали као претендента на изумрли трон Бразила све до њене смрти 1921. (период који одговара приближно прве три деценије Старе републике) ., Флориано Пеикото влади Епитацио Пессоа). Изабел је провела последњих тридесет година свог живота мирно живећи у Француској .